# Stella Price
Stella Price-Munro, es un personaje ficticio de la serie de televisión Coronation Street, interpretada por la actriz Michelle Collins desde el 16 de junio del 2011 hasta el 2 de abril del 2014.

## Antecedentes
En 1979 Stella comenzó una relación con Les Battersby con quien tuvo una hija Leanne Battersby el 1 de julio de 1981, sin embargo inmediatamente Stella comienza a tener problemas con ser madre a los 17 años y después de hablar con la madre de Les, Betty decide dejar a Les y a su hija. Cuando Stella intenta regresar y visitar a Leanne, Betty no la deja.
Años más tarde en 1987 mientras Stella trabaja como gerente de un pub en Mánchester es violada por un cliente sin embargo nunca lo reporta a la policía. Poco después en febrero de 1988 tiene una hija Eva Price. Cuando Stella se muda a Rochdale en el 2006 conoce a Karl Munro con quien comienza una relación el 24 de mayo del mismo año, a pesar de que Karl la engañó con una camarera del pub Sharon Lomax decidió perdonarlo y años después se mudan a Weatherfield.

## Biografía
Stella es buena amiga de Lloyd Mullaney.